# Yutanduchi Mixtec (jezik)
Yutanduchi Mixtec jezik (mixteco de yutanduchi, južni nochixtlan mixtec; ISO 639-3: mab), jezik porodice otomang, kojim govori 1 800 Indijanaca (1990 popis) u distriktu Nochixtlán u Oaxaci, Meksiko.
Uči se u osnovnim i srednjim školama; piše se latinicom. Svega je 38 monolingualnih, govori se i španjolski.

## Vanjske poveznice
- Ethnologue (14th)
- Ethnologue (15th)